# Pterocarya pterocarpa
Pterocarya pterocarpa är en valnötsväxtart som först beskrevs av André Michaux, och fick sitt nu gällande namn av Carl Sigismund Kunth och I. Iljinsk. Pterocarya pterocarpa ingår i släktet vingnötter, och familjen valnötsväxter. Inga underarter finns listade i Catalogue of Life.